# VfL Kellinghusen
Der VfL Kellinghusen ist ein Sportverein aus Kellinghusen im schleswig-holsteinischen Kreis Steinburg in Deutschland. Die erste Fußballmannschaft nahm einmal am DFB-Pokal teil. 

## Sparten
- Badminton
- Faustball
- Fitness
- Fußball
- Handball
- Karate
- Kickboxen
- Tanzen
- Tischtennis
- Turnen

## Geschichte
Der Verein entstand im Jahre 1936 als Fusion des TSV Gut-Heil Kellinghusen von 1862 und des Kellinghusener SV von 1910. Im Jahre 1945 traten auch die Mitglieder des 1933 als Arbeitersportvereins verbotenen ATV Frei Heil Kellinghusen von 1892 dem VfL bei.
Die Fußballer gehörten im Jahre 1947 zu den Gründungsmitgliedern der Landesliga Schleswig-Holstein, stiegen allerdings in der Premierensaison mit nur drei Punkten ab. Ab 1953 gehörte der VfL der Bezirksklasse West an. Zu dieser Zeit stand mit Hans Georg Skambraks ein späterer Vorsitzender des Schleswig-Holsteinischen Fußballverbandes im Kellinghusener Tor. Nach dem Abstieg im Jahre 1964 kehrte die Mannschaft 1967 in die nun 2. Amateurliga West genannte Liga zurück. Im Jahre 1971 gelang der Aufstieg in die Verbandsliga Süd, wo man zwei Jahre später den vierten Platz erreichte. 1979 ging es wieder zurück in die Bezirksliga West. Nach der Vizemeisterschaft von 1982 gelang zwei Jahre später mit 112 erzielten Saisontoren der Aufstieg in die nunmehr Landesliga Süd genannte zweithöchste Liga des Landes. Gleichzeitig gewann der VfL den SHFV-Pokal. In der ersten DFB-Pokalrunde unterlagen die Kellinghusener dem damaligen Zweitligisten Union Solingen mit 1:4.
In der Landesligasaison 1984/85 gelang aufgrund des besseren Torverhältnis gegenüber dem TuS Hoisdorf der Durchmarsch in die Verbandsliga Schleswig-Holstein. Zwei Jahre hielt sich der VfL im Schleswig-holsteinischen Oberhaus, ehe es zurück in die Landesliga ging. 1992 folgte der Abstieg in die Bezirksliga. Erst 1998 gelang der Wiederaufstieg in die Landesliga und ein Jahr später die Eingruppierung in die neu geschaffene Bezirksoberliga West. Als im Jahre 2000 der Großteil der Spieler den Verein verließ, ging der VfL freiwillig in die Bezirksliga. Nachdem im Jahre 2008 die neu geschaffene Verbandsliga verpasst wurde, spielte der VfL in der Kreisklasse A Steinburg. In der Saison 2012/13 errang der VfL die Meisterschaft und stieg in die Kreisliga West auf. 
Im ersten Jahr in der Kreisliga West scheiterte der direkte Aufstieg in die Verbandsliga Süd/West. Nach einem weiteren Jahr in der Kreisliga gelang dann in der Saison 2014/15 nun der Aufstieg in die Verbandsliga, dem 2017 die Qualifikation für die neu geschaffene Landesliga Holstein folgte. Ein Jahr später stieg der VfL in die Verbandsliga ab.